# РНК-свят
Терминът „РНК-свят“ („свят на рибонуклеиновите киселини“) е употребен за първи път от американския физик и биохимик, носител на Нобелова награда в областта на химията, Уолтър Гилбърт. Според хипотезата спонтанният синтез в началото е довел до синтез на произволни кратки РНК-вериги, състоящи се от нуклеотиди във всички възможни комбинации. Някои от тези комбинации могат да катализират сами химическата си редубликация. По този начин те започват химически да се „размножават“ и да преобладават над случайно синтезираните. Конкуренцията между молекулите вероятно е породила появата на кооперация между различните РНК-вериги, отваряйки вратата (заедно с фосфолипидните мембрани) към първите прото-клетки. Евентуално РНК-веригите са започнали да катализират и полимеризацията на аминокиселини, формирайки по този начин полипептиди и по-късно белтъци, които имат много по-добри ензимни и структурни качества и изместват РНК-веригите, наречени „рибозими“. ДНК постепенно замества РНК като съхранител на информация поради по-добрите си биохимически качества като такава (например нивото на грешки при репликирането при ДНК е от порядъка 1:1 000 000 000, докато при РНК 1:10 000).